# Charmes-en-l'Angle
Charmes-en-l'Angle är en kommun i departementet Haute-Marne i regionen Grand Est (tidigare regionen Champagne-Ardenne) i nordöstra Frankrike. Kommunen ligger i kantonen Doulevant-le-Château som tillhör arrondissementet Saint-Dizier. År 2022 hade Charmes-en-l'Angle 6 invånare.

## Befolkningsutveckling
Antalet invånare i kommunen Charmes-en-l'Angle
| Referens: INSEE |